# 남해장성
남해장성(南海長城)은 대한민국 경상남도 남해군 이동면에 있는 성이다. 1996년 3월 11일 경상남도의 기념물 제154호로 지정되었다.

## 개요
경상남도 남해에 있는 이 성은 자연돌을 이용하여 성벽을 쌓은 장성이다. 장성은 국경의 경계지대에 쌓아 적의 침입에 대비하고자 쌓은 것을 말한다.
축성 방법이 특이하여 전국에서 찾아보기 어려운 성의 형태이며 둘레 150m, 높이 1∼2m이다. 논과 밭 주변의 성벽은 거의 훼손되어 형체를 찾아보기 어려우나, 임야 속의 성벽은 보존상태가 양호하다.
이 성은 군사상의 목적으로 고려말이나 조선 초기에 쌓은 것으로 추정된다.

## 참고 문헌
- 남해장성 - 국가유산청 국가유산포털